# استان البیا تمپیو
استان البیا تمپیو (به ایتالیایی: Province di Olbia-Tempio) استانی در غرب کشور ایتالیا است. البیا تمپیو در منطقهٔ ساردنی قرار دارد و مرکز آن شهر البیا است. مساحت این استان ۳٬۳۹۹ کیلومترمربع و جمعیت آن طبق سرشماری سال ۲۰۱۱ میلادی، تقریباً ۱۵۱٬۶۲۷ نفر بوده‌است.